# Llista d'asteroides/210501-210600
| Nom      | Designació provisional | Data de descobriment   | Lloc de descobriment | Descobridor/s                        |
| -------- | ---------------------- | ---------------------- | -------------------- | ------------------------------------ |
| 210501 - | 1998 HG50              | 28 d'abril de 1998     | Kitt Peak            | Spacewatch                           |
| 210502 - | 1998 HK53              | 21 d'abril de 1998     | Socorro              | LINEAR                               |
| 210503 - | 1998 HF88              | 21 d'abril de 1998     | Socorro              | LINEAR                               |
| 210504 - | 1998 HZ95              | 21 d'abril de 1998     | Socorro              | LINEAR                               |
| 210505 - | 1998 HG116             | 23 d'abril de 1998     | Socorro              | LINEAR                               |
| 210506 - | 1998 KZ2               | 18 de maig de 1998     | Kitt Peak            | Spacewatch                           |
| 210507 - | 1998 KL11              | 22 de maig de 1998     | Kitt Peak            | Spacewatch                           |
| 210508 - | 1998 MV15              | 26 de juny de 1998     | Kitt Peak            | Spacewatch                           |
| 210509 - | 1998 MW30              | 27 de juny de 1998     | Kitt Peak            | Spacewatch                           |
| 210510 - | 1998 NR                | 11 de juliol de 1998   | Woomera              | F. B. Zoltowski                      |
| 210511 - | 1998 OX11              | 22 de juliol de 1998   | Reedy Creek          | J. Broughton                         |
| 210512 - | 1998 QV5               | 23 d'agost de 1998     | Kitt Peak            | Spacewatch                           |
| 210513 - | 1998 QR70              | 24 d'agost de 1998     | Socorro              | LINEAR                               |
| 210514 - | 1998 QC86              | 24 d'agost de 1998     | Socorro              | LINEAR                               |
| 210515 - | 1998 RP15              | 15 de setembre de 1998 | Kitt Peak            | Spacewatch                           |
| 210516 - | 1998 RB49              | 14 de setembre de 1998 | Socorro              | LINEAR                               |
| 210517 - | 1998 RM55              | 14 de setembre de 1998 | Socorro              | LINEAR                               |
| 210518 - | 1998 SX43              | 26 de setembre de 1998 | Xinglong             | Beijing Schmidt CCD Asteroid Program |
| 210519 - | 1998 SX44              | 25 de setembre de 1998 | Kitt Peak            | Spacewatch                           |
| 210520 - | 1998 SA85              | 26 de setembre de 1998 | Socorro              | LINEAR                               |
| 210521 - | 1998 SG115             | 26 de setembre de 1998 | Socorro              | LINEAR                               |
| 210522 - | 1998 SL116             | 26 de setembre de 1998 | Socorro              | LINEAR                               |
| 210523 - | 1998 SB171             | 25 de setembre de 1998 | Anderson Mesa        | LONEOS                               |
| 210524 - | 1998 TK25              | 14 d'octubre de 1998   | Kitt Peak            | Spacewatch                           |
| 210525 - | 1998 UP26              | 18 d'octubre de 1998   | La Silla             | E. W. Elst                           |
| 210526 - | 1998 VC41              | 14 de novembre de 1998 | Kitt Peak            | Spacewatch                           |
| 210527 - | 1998 VA47              | 14 de novembre de 1998 | Kitt Peak            | Spacewatch                           |
| 210528 - | 1999 AW13              | 8 de gener de 1999     | Kitt Peak            | Spacewatch                           |
| 210529 - | 1999 AF15              | 8 de gener de 1999     | Kitt Peak            | Spacewatch                           |
| 210530 - | 1999 CD135             | 7 de febrer de 1999    | Kitt Peak            | Spacewatch                           |
| 210531 - | 1999 FB1               | 17 de març de 1999     | Caussols             | ODAS                                 |
| 210532 - | 1999 FA74              | 20 de març de 1999     | Apache Point         | SDSS                                 |
| 210533 - | 1999 FE74              | 20 de març de 1999     | Apache Point         | SDSS                                 |
| 210534 - | 1999 GH3               | 7 d'abril de 1999      | Kitt Peak            | Spacewatch                           |
| 210535 - | 1999 GE14              | 14 d'abril de 1999     | Kitt Peak            | Spacewatch                           |
| 210536 - | 1999 HY6               | 19 d'abril de 1999     | Kitt Peak            | Spacewatch                           |
| 210537 - | 1999 JB123             | 13 de maig de 1999     | Socorro              | LINEAR                               |
| 210538 - | 1999 LO3               | 9 de juny de 1999      | Kitt Peak            | Spacewatch                           |
| 210539 - | 1999 RD                | 2 de setembre de 1999  | Modra                | Modra                                |
| 210540 - | 1999 RW                | 4 de setembre de 1999  | Catalina             | CSS                                  |
| 210541 - | 1999 RN8               | 4 de setembre de 1999  | Kitt Peak            | Spacewatch                           |
| 210542 - | 1999 RG57              | 7 de setembre de 1999  | Socorro              | LINEAR                               |
| 210543 - | 1999 RR58              | 7 de setembre de 1999  | Socorro              | LINEAR                               |
| 210544 - | 1999 RC70              | 7 de setembre de 1999  | Socorro              | LINEAR                               |
| 210545 - | 1999 RM164             | 9 de setembre de 1999  | Socorro              | LINEAR                               |
| 210546 - | 1999 RQ174             | 9 de setembre de 1999  | Socorro              | LINEAR                               |
| 210547 - | 1999 RG178             | 9 de setembre de 1999  | Socorro              | LINEAR                               |
| 210548 - | 1999 RY254             | 7 de setembre de 1999  | Anderson Mesa        | LONEOS                               |
| 210549 - | 1999 TG3               | 4 d'octubre de 1999    | Prescott             | P. G. Comba                          |
| 210550 - | 1999 TH3               | 4 d'octubre de 1999    | Prescott             | P. G. Comba                          |
| 210551 - | 1999 TP4               | 3 d'octubre de 1999    | Socorro              | LINEAR                               |
| 210552 - | 1999 TA28              | 3 d'octubre de 1999    | Socorro              | LINEAR                               |
| 210553 - | 1999 TM29              | 4 d'octubre de 1999    | Socorro              | LINEAR                               |
| 210554 - | 1999 TO40              | 5 d'octubre de 1999    | Catalina             | CSS                                  |
| 210555 - | 1999 TZ42              | 3 d'octubre de 1999    | Kitt Peak            | Spacewatch                           |
| 210556 - | 1999 TU46              | 4 d'octubre de 1999    | Kitt Peak            | Spacewatch                           |
| 210557 - | 1999 TO65              | 8 d'octubre de 1999    | Kitt Peak            | Spacewatch                           |
| 210558 - | 1999 TW87              | 15 d'octubre de 1999   | Kitt Peak            | Spacewatch                           |
| 210559 - | 1999 TA136             | 6 d'octubre de 1999    | Socorro              | LINEAR                               |
| 210560 - | 1999 TV150             | 7 d'octubre de 1999    | Socorro              | LINEAR                               |
| 210561 - | 1999 TE168             | 10 d'octubre de 1999   | Socorro              | LINEAR                               |
| 210562 - | 1999 TY168             | 10 d'octubre de 1999   | Socorro              | LINEAR                               |
| 210563 - | 1999 TD176             | 10 d'octubre de 1999   | Socorro              | LINEAR                               |
| 210564 - | 1999 TR195             | 12 d'octubre de 1999   | Socorro              | LINEAR                               |
| 210565 - | 1999 TZ201             | 13 d'octubre de 1999   | Socorro              | LINEAR                               |
| 210566 - | 1999 TG207             | 14 d'octubre de 1999   | Socorro              | LINEAR                               |
| 210567 - | 1999 TV214             | 15 d'octubre de 1999   | Socorro              | LINEAR                               |
| 210568 - | 1999 TB218             | 15 d'octubre de 1999   | Socorro              | LINEAR                               |
| 210569 - | 1999 TG234             | 3 d'octubre de 1999    | Socorro              | LINEAR                               |
| 210570 - | 1999 TK255             | 9 d'octubre de 1999    | Kitt Peak            | Spacewatch                           |
| 210571 - | 1999 TU257             | 9 d'octubre de 1999    | Socorro              | LINEAR                               |
| 210572 - | 1999 TV312             | 8 d'octubre de 1999    | Catalina             | CSS                                  |
| 210573 - | 1999 UL20              | 31 d'octubre de 1999   | Kitt Peak            | Spacewatch                           |
| 210574 - | 1999 UY22              | 31 d'octubre de 1999   | Kitt Peak            | Spacewatch                           |
| 210575 - | 1999 UR31              | 31 d'octubre de 1999   | Kitt Peak            | Spacewatch                           |
| 210576 - | 1999 VW7               | 7 de novembre de 1999  | Višnjan Observatory  | K. Korlević                          |
| 210577 - | 1999 VV31              | 3 de novembre de 1999  | Socorro              | LINEAR                               |
| 210578 - | 1999 VN64              | 4 de novembre de 1999  | Socorro              | LINEAR                               |
| 210579 - | 1999 VS65              | 4 de novembre de 1999  | Socorro              | LINEAR                               |
| 210580 - | 1999 VN74              | 5 de novembre de 1999  | Kitt Peak            | Spacewatch                           |
| 210581 - | 1999 VP102             | 9 de novembre de 1999  | Socorro              | LINEAR                               |
| 210582 - | 1999 VS157             | 14 de novembre de 1999 | Socorro              | LINEAR                               |
| 210583 - | 1999 VX182             | 9 de novembre de 1999  | Socorro              | LINEAR                               |
| 210584 - | 1999 VE189             | 15 de novembre de 1999 | Socorro              | LINEAR                               |
| 210585 - | 1999 VT191             | 9 de novembre de 1999  | Socorro              | LINEAR                               |
| 210586 - | 1999 VL224             | 5 de novembre de 1999  | Kitt Peak            | Spacewatch                           |
| 210587 - | 1999 XL12              | 5 de desembre de 1999  | Socorro              | LINEAR                               |
| 210588 - | 1999 XB28              | 6 de desembre de 1999  | Socorro              | LINEAR                               |
| 210589 - | 1999 XU40              | 7 de desembre de 1999  | Socorro              | LINEAR                               |
| 210590 - | 1999 XA51              | 7 de desembre de 1999  | Socorro              | LINEAR                               |
| 210591 - | 1999 XH70              | 7 de desembre de 1999  | Socorro              | LINEAR                               |
| 210592 - | 1999 XW97              | 7 de desembre de 1999  | Socorro              | LINEAR                               |
| 210593 - | 1999 XP109             | 4 de desembre de 1999  | Catalina             | CSS                                  |
| 210594 - | 1999 XY123             | 7 de desembre de 1999  | Catalina             | CSS                                  |
| 210595 - | 1999 XA147             | 7 de desembre de 1999  | Kitt Peak            | Spacewatch                           |
| 210596 - | 1999 XC239             | 7 de desembre de 1999  | Kitt Peak            | Spacewatch                           |
| 210597 - | 1999 XQ240             | 8 de desembre de 1999  | Catalina             | CSS                                  |
| 210598 - | 1999 XG241             | 12 de desembre de 1999 | Catalina             | CSS                                  |
| 210599 - | 1999 YG6               | 30 de desembre de 1999 | Socorro              | LINEAR                               |
| 210600 - | 2000 AM1               | 2 de gener de 2000     | Socorro              | LINEAR                               |